# Lisane-Christos Matheos Semahun
Lisane-Christos Matheos Semahun (ur. 19 grudnia 1959 w Addis Abebie) – etiopski biskup katolicki rytu aleksandryjskiego, ordynariusz eparchii Bahyr Dar-Desje Kościoła katolickiego obrządku etiopskiego od 2015 roku.

## Życiorys
Święcenia kapłańskie przyjął w dniu 8 maja 1988 roku w archieparchii addisabebskiej. Pracował m.in. jako duszpasterz młodzieży, sekretarz generalny kurii oraz protosyncel.
W dniu 5 stycznia 2010 roku został mianowany przez papieża Benedykta XVI biskupem pomocniczym archieparchii addisabebskiej. W tym samym dniu został biskupem tytularnym Mathary w Numidii. Sakrę biskupią przyjął w dniu 18 kwietnia 2010 roku. W dniu 19 stycznia 2015 roku został mianowany pierwszym biskupem nowej eparchii Bahyr Dar-Desje.